# Idiocera (Idiocera) kashongensis
Idiocera (Idiocera) kashongensis is een tweevleugelige uit de familie steltmuggen (Limoniidae). De soort komt voor in het Oriëntaals gebied.